# Мали Брушњак
Мали Брушњак је ненасељено острво у хрватском делу Јадранског мора.
Налази се у акваторији Града Пага између Велики БрушњакВеликог Брушњака и Мауна, од којег је удаљен ооко 0,6 км. Површина острва износи 0,041 км². Дужина обалске линије је 0,81 км.. Највиши врх је висок 19 метара.